# Onze Lieve Vrouw Ten Hemelopnemingkerk (Renkum)
De Onze Lieve Vrouw Ten Hemelopnemingkerk is een gebouw van de Rooms-Katholieke Kerk in de Gelderse plaats Renkum.
De kerk is eigendom van de Parochie H. Titus Brandsma en wordt op zondagen en christelijke feestdagen gebruikt voor kerkdiensten. De kerk staat bekend om haar Mariabeeld, de "Onze Lieve Vrouw van Renkum" en de eeuwenoude Mariabedevaarten naar de kerk.

## Geschiedenis
In 1183 wordt voor het eerste melding gedaan van een kapel in Renkum. De kapel stond op eigendommen van de Hertog van Gelre. Op verzoek van de hertog van Gelre hebben de zuster Augustinessen uit Zwolle in 1405 de kapel omgebouwd tot een klooster van de Augustijner regularissen. Het klooster kreeg de naam Sancta Maria. Tijdens de Reformatie omstreeks 1574 werd het klooster vernield. Na de Vrede van Munster mochten de Katholieken hun geloof weer belijden en gingen de Renkummers tot 1726 in kasteel Grunsfoort naar de kerk. Daarna werd aan de zuidzijde van de Utrechtseweg, een schuurkerkje ingericht achter Herberg de Vergulde Bock. Deze zogenaamde "koude kerk" viel onder de Wageningse parochie. In 1839 was de bouw van een nieuwe kerk klaar en werd deze aan de noordzijde van de Utrechtseweg in gebruik genomen. Toen werd de kerk ook toegewijd aan de Maria-Tenhemelopneming. De parochie werd in 1875 zelfstandig van Wageningen en kreeg een eigen pastoor: W.H. van Leeuwenberg.
Omdat de bestaande kerk te klein werd, werd tussen 1922 en 1923 de huidige parochiekerk gebouwd naar een ontwerp van de Roermondse architect Joseph Cuypers. Op 11 september 1923 consacreerde de aartsbisschop van Utrecht, Van de Wetering de kerk. 
Achter en om de kerk werd in 1925 een processiepark aangelegd, dat in 1938 verrijkt werd met een kapel en in 1953 werd vernieuwd (vaste zitplaatsen, podium voor de kapel). Nadat de processies in 1966 stopten is het park in verval geraakt.
Sinds 1 januari 2010 is de parochie van Renkum door fusie opgegaan in de nieuwe parochie Heilige Titus Brandsma samen met de voormalige parochies van Wageningen, Doorwerth, Heelsum, Bennekom, Lunteren, Veenendaal, Rhenen, Ede, Oosterbeek en het studentenpastoraat.

### Mariaverering
Sinds 1183 wordt melding gedaan van een Mariabeeld in een kapel in Renkum. Volgens de stichtingsoorkonde uit 1405 bevond zich in het klooster een heiligdom. De oorkonde beschrijft eveneens dat er ter plaatse vele wonderen en tekens zijn geschied, waaronder het verschijnen van Maria. Ook wordt beschreven dat koning Karel VI aan het klooster schonk een stuk hout van het kruis waaraan Jezus stierf, en een doorn van zijn doornkrans. Sinds 1183 worden er dan ook  bedevaarten naar het Mariabeeld gehouden, zowel in Renkum als in Utrecht. Dit waren particuliere bedevaarten, maar konden ook als straf worden opgelegd door een rechter.
Toen de kloosterlingen na de Reformatie vertrokken naar Arnhem namen ze het Mariabeeld mee. Na de Vrede van Munster in 1648 bleek dat het beeld naar Utrecht te zijn overgebracht, in een schuilkerk aan de Walsteeg. In 1850 krijgt koster Christoffel Verheem het beeld van pastoor ter Ewijk, die bij het inrichten van een nieuwe kerk oude beelden opruimde. Via een nicht van de heer Verheem, kunsthandelaar Gijsbertus Brom en (de weduwe) van kunstverzamelaar J.B. van Stolk, kwam het beeld in 1928 in bezit van pastoor Wolters van de Renkumse parochie. Het Mariabeeld kreeg een prominente plaats in de vrijwel nieuwe parochiekerk, welke in 1923 was gebouwd. Alleen tijdens de Tweede Wereldoorlog is het beeld tijdelijk in Ede ondergebracht, tijdens de evacuatie van Renkum in 1944.
Vanaf 1923 werden tot 1966 jaarlijks processies gehouden, waarbij de processie op de eerste zondag in mei meestal de grootste was.

### 21e eeuw
In 2012 werd een nieuw bedevaartspark Rosarium Mariae aangelegd en ingezegend. In 2018 waren er meerdere processies: in april een Bloesembedevaart, in mei een ziekenbedevaart; in augustus, op de feestdag van Maria-Tenhemelopneming, was er 's avonds een lichtprocessie; in september was er een Gelderse bedevaart. Buiten deze genoemde waren er zes bedevaartgroepen uit heel Nederland te gast.

### Mariabeeld
Sinds 1928 staat het beeld van Onze Lieve Vrouw op het altaar van de westelijke zijbeuk van de kerk. De marmeren altaartafel is waarschijnlijk gemaakt door de meubelmaker Staring uit Renkum. Aan de voorzijde heeft het altaar een koperen plaat, waar in zwart staan de laatste vier regels van het feestlied ter gelegenheid van de terugkeer van het Mariabeeld in Renkum (1928, tekst van Bernhard Verhoeven en muziek van Jac. J. Ruygrok). Op de tafel staat een houten tabernakel, waarop achter het beeld een schild met gestileerde bloemen staat met de tekst: 'O.L.V. van Renkum Bid voor ons'.
Het object is een gepolychromeerd houten beeld (hoogte 63 cm) van Maria, een tronende madonna met kind, van het type 'sedes sapientiae' uit de 14e eeuw. De madonna zit frontaal en draagt een eenvoudige goudkleurige kroon met acht noppen en een witte hoofddoek. De hoofddoek is rechts over de schouder gedrapeerd en wordt midden voor de borst vastgehouden door het kind. De madonna zit op een eenvoudige groene bank zonder rugleuning. Boven op het hoofd van de madonna is nog te zien het gat waar de spie bevestigd was, waaraan het beeld is gesneden.
Het beeld draagt twee recente zilveren diademen met diamantjes, op haar hoofd en op de scepter die ze draagt. Daarnaast draagt ze een halssnoer van verguld zilver.